# 자주국방 네트워크
자주국방 네트워크(Korea Defense)는 2003년 6월 '우리의 안보수요에 상응한 적정한 수준의 국방비를 확보하여 대한민국 스스로 대한민국을 지킬 수 있는 힘을 갖추도록 하는 데 조금이라도 이바지하자'라는 취지로 학생·시민들이 만든 대한민국의 시민 단체이다. 결성 초기에는 인터넷에서 활동하는 누리꾼들을 중심으로 모였으나, 이후 점차 무기와 군사 분야 전문가 수준의 지식과 식견을 갖춘 사람들이 늘어났다. 인터넷 및 매체를 통한 홍보 및 여론활동, 적정 국방비 확보 지지 캠페인 등 시민운동을 전개하고 있다.
초대 대표회원으로 김훈배가 활동을 하였고 2008년 12월부로 2대 대표회원으로 신인균이 활동을 하고 있다. 조직은 대표와 사무국, 기획실, 홍보실, 조직관리실 및 정책연구소로 구성되어 있다.
그동안 국방 분야 정책연구 및 세미나는 물론 제주해군기지 유치찬성운동, 이지스함 추가 건조운동, 성남공군기지 이전 반대운동, 차기상륙함 확대운동 등 국방관련 이슈를 주제로 시민운동을 전개하였으며 림팩(RIMPAC)훈련가는 해군을 위해 대형 태극기증정, 티셔츠 증정 등도 병행하면서 애국심 고취와 자긍심 확산에 기여해 왔다.
자주국방 네트워크에서는 단체의 홍보와 저변확대를 위해 별도로 '자주국방네트워크'라는 군사, 국방 홈페이지도 운영하고 있으며 현재 서울ㆍ경기지부와 부산ㆍ영남지부 등 지부를 두고 있으며, 현재 회원 수는 약 4,800여 명으로 알려져 있다.
제2대 대표인 신인균은 방송 패널로 활발하게 활동하고 있으며 2014년 28사단 의무대 폭행 사건 이후 발족한 국방부 산하 민ㆍ관ㆍ군 병영문화혁신위원회 제2분과위원장을 맡아 병영 정책 개혁을 주도하는 등 언론과 학계, 정치권에서 강력한 영향력을 발휘하고 있다. 또한 20대 국회의원 선거 양산을에 예비후보로 등록되었으나 공천 탈락 되었다.
아버지는 현재 경남 양산시에 위치하고있는 새빛재단의 이사장이며 형은 그 재단의 한 중학교에서 교장을 하고있다.